# Paradis Latin
Paradis Latin è un cabaret parigino situato al 28 di rue du Cardinal-Lemoine nel Quartiere Latino (5º arrondissement).

## Storia
Le origini del cabaret Paradis Latin risalgono al 1802, quando il Primo Console Napoleone Bonaparte costruì il Théâtre Latin in rue des Fossés-Saint-Victor e lo inaugurò nel 1803. Nel 1887, durante la preparazione dell'esposizione universale di Parigi del 1889, Gustave Eiffel ricostruì il teatro contestualmente alla sua torre.
Alle sue origini, il Paradir Latin era frequentato da una clientela molto eterogenea che compredeva aristocratici, borghesi, intellettuali, artisti, ma anche studenti, operai e commercianti. Tra i suoi habitué si annoveravano Honoré de Balzac, Alexandre Dumas padre e figlio e, in seguito, Prosper Mérimée.
Attualmente, il Paradis Latin è di proprietà di Walter Butler, un uomo d'affari franco-americano, fondatore della Butler Capital Partners, una società di investimento e private equity con sede a Parigi.